# Baloise Park

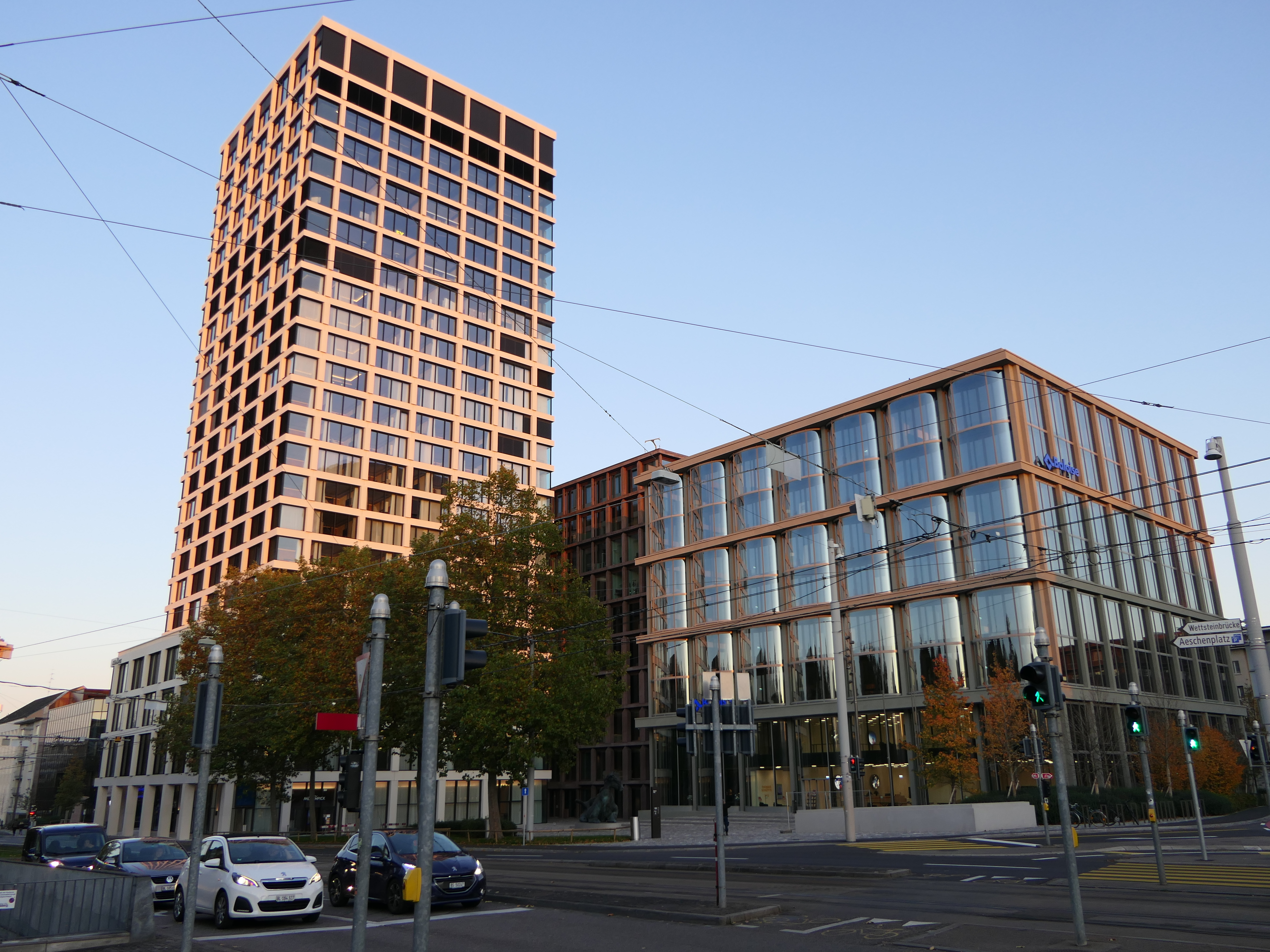
Ensemble

Baloise Park ist ein Areal mit drei Gebäuden in Basel, auf dem die Versicherungsgruppe Bâloise ihren Sitz hat. Zwischen Aeschengraben, Parkweg und Nauenstrasse, nördlich des Bahnhof Basel SBB zwischen der Elisabethenanlage und dem BIZ-Turm, befindet sich eine offene Arbeits- und Bewegungszone für die Mitarbeiter der Bâloise, Drittmieter und die Bevölkerung. Im Baloise Park befinden sich 1300 Büroarbeitsplätze, wovon die Bâloise rund 700 selbst belegt. Der Rest steht zur Vermietung frei. Im November 2015 erfolgte der Rückbau der bisherigen Gebäude, zu welchen Verwaltungsgebäude der Basler Versicherungen und das ehemalige Hotel Hilton Basel gehören. Am 15. Juni 2017 wurde der Grundstein für den Start der Hochbauarbeiten für das erste Gebäude im Baloise Park gelegt und am 21. September 2020 wurde der Park eröffnet.

## Wettbewerb
Die Jury bestand aus Adolf Krischanitz (Vorsitz), Quintus Miller, Christine Binswanger, Jörg Koch und Jürg Degen.
- Teilnehmer Baufeld B: Burckhardt + Partner, Diener & Diener, Peter Märkli, Martino Pedrozzi, Valerio Olgiati
- Teilnehmer Baufeld C: Bearth & Deplazes, Jean-Paul Jaccaud, Käferstein & Meister, Made in (Patrick Heiz und François Charbonnet), Morger + Dettli

## Ausbildungszentrum

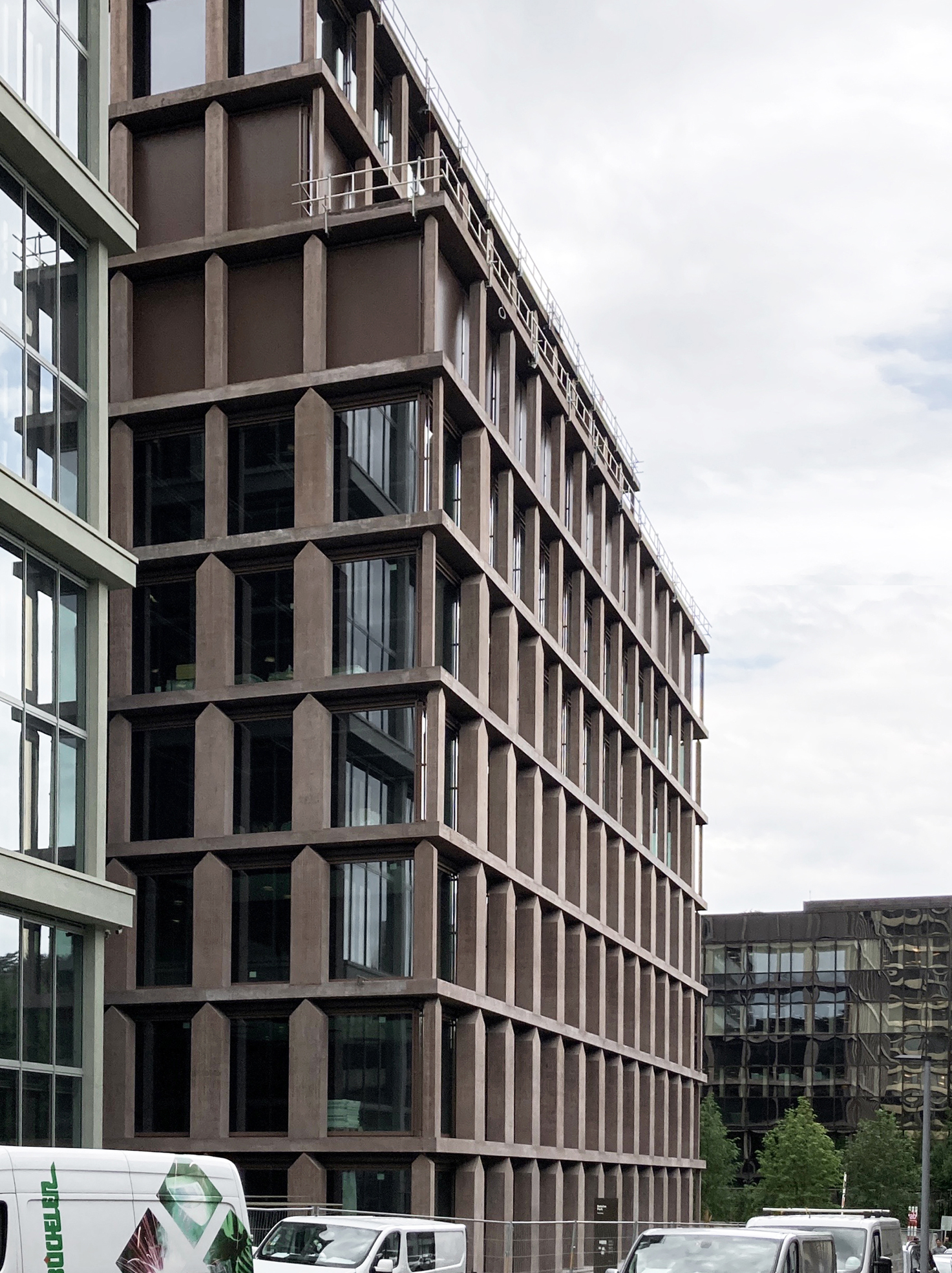
Ausbildungszentrum

Das 42 Meter hohe Bauwerk von Valerio Olgiati, welches im Baufeld Ost eine Bruttogeschossfläche von 13'000 Quadratmetern aufweisen soll, beherbergt das Ausbildungszentrum der Versicherungsgruppe. Mitarbeiter von Olgiati waren Sebastian Carella (Projektleitender Architekt), Jurij von Aster und Nathan Ghiringhelli. Ingenieur Patrick Gartmann zeichnete verantwortlich für das Tragswerk und Bas Princen und Mikael Olsson fotografierte das Bauwerk.

## Baloise Hochhaus
Das höchste Bauwerk im Baloise Park ist das 89 Meter hohe Baloise Hochhaus im Westen, das von den Schweizer Architekten Miller & Maranta entworfen wurde. Es steht am Aeschengraben und wird größtenteils als Hotel genutzt. 

## Hauptsitz
Ein achtstöckiges und 34 Meter hohes Gebäude von Diener + Diener im Baufeld Süd dient als Hauptsitz der Bâloise Versicherung. 